# Spabrücken

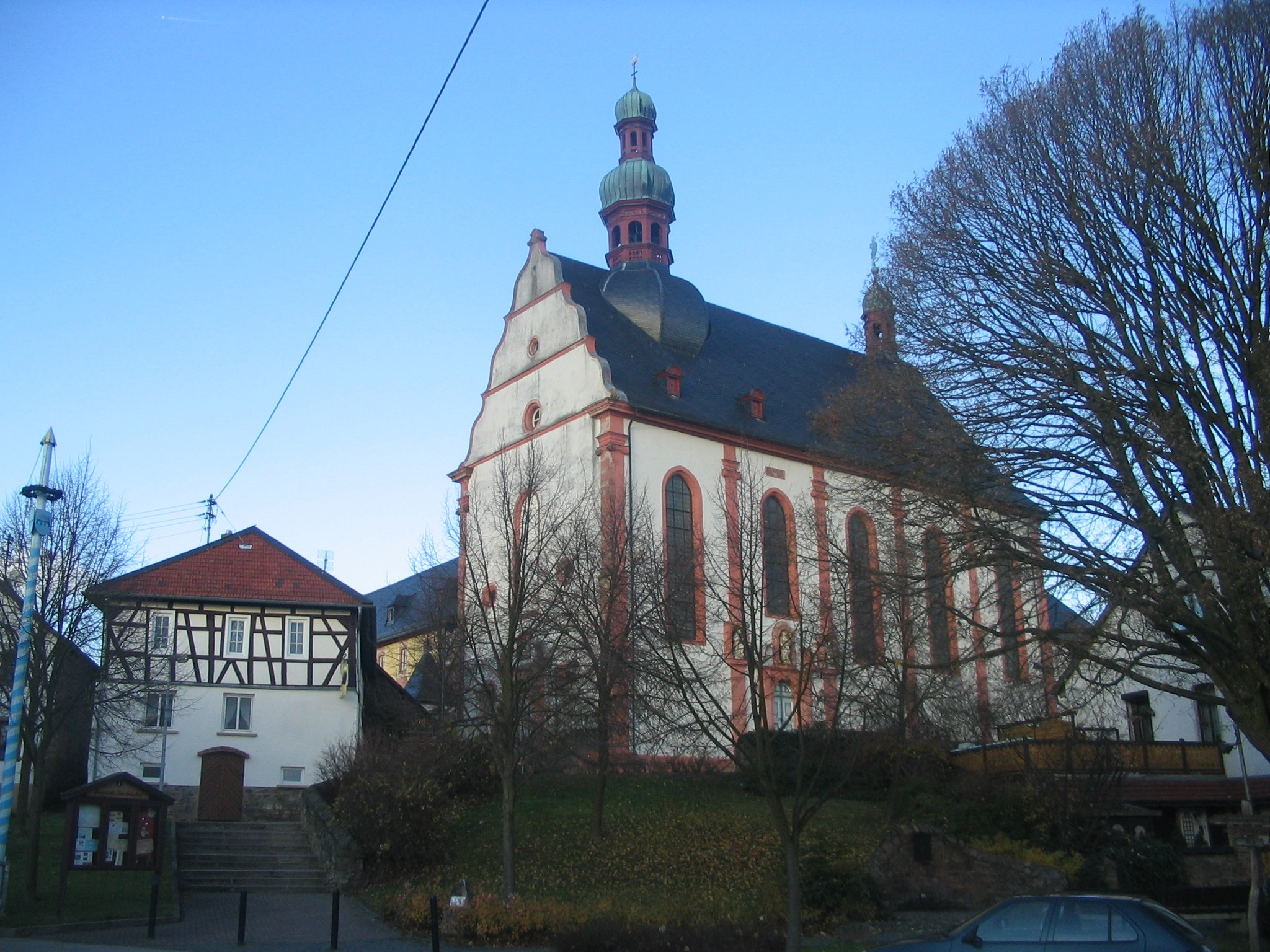
Wallfahrtskirche im Dorfzentrum

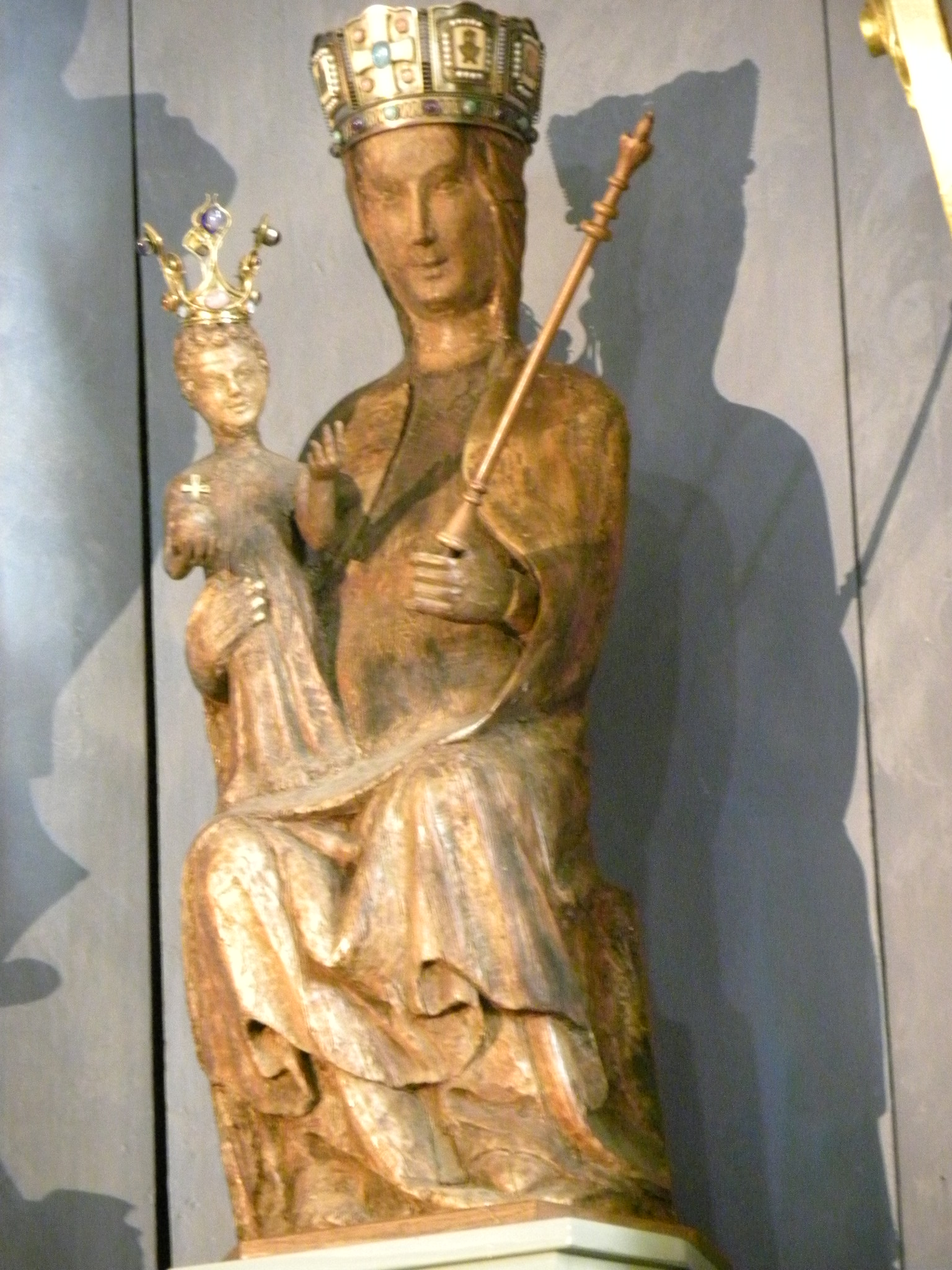
Das Gnadenbild der Madonna vom Soon. Schon seit mehr als 650 Jahren ist die Wallfahrt nach Spabrücken anlässlich Mariä Geburt (8. September) urkundlich belegt. Foto Andreas d´Orfey

Spabrücken ist eine Ortsgemeinde im Norden des Landkreises Bad Kreuznach in Rheinland-Pfalz. Sie gehört der Verbandsgemeinde Rüdesheim an. Spabrücken ist ein staatlich anerkannter Erholungsort und bekannt durch seine Wallfahrtskirche Mariä Himmelfahrt und das angeschlossene Kloster.

## Geografie
Spabrücken liegt südöstlich des Soonwald-Hauptkamms, einem Bergzug im Hunsrück; dieser ist ein Teil des Rheinischen Schiefergebirges. Südlich des Orts befindet sich der Gauchswald, ein weiterer Teil des zuvor genannten Gebirges. 63,3 Prozent der Gemarkungsfläche sind bewaldet.
Zu Spabrücken gehören auch die Weiler und Wohnplätze Aschbornerhof, Forsthaus Reichenbacherhof, Gräfenbacherhütte, Oberhub, Pfeffermühle, Rothmühle, Treinelshof und Unterhub.

Gräfenbacher Hütte
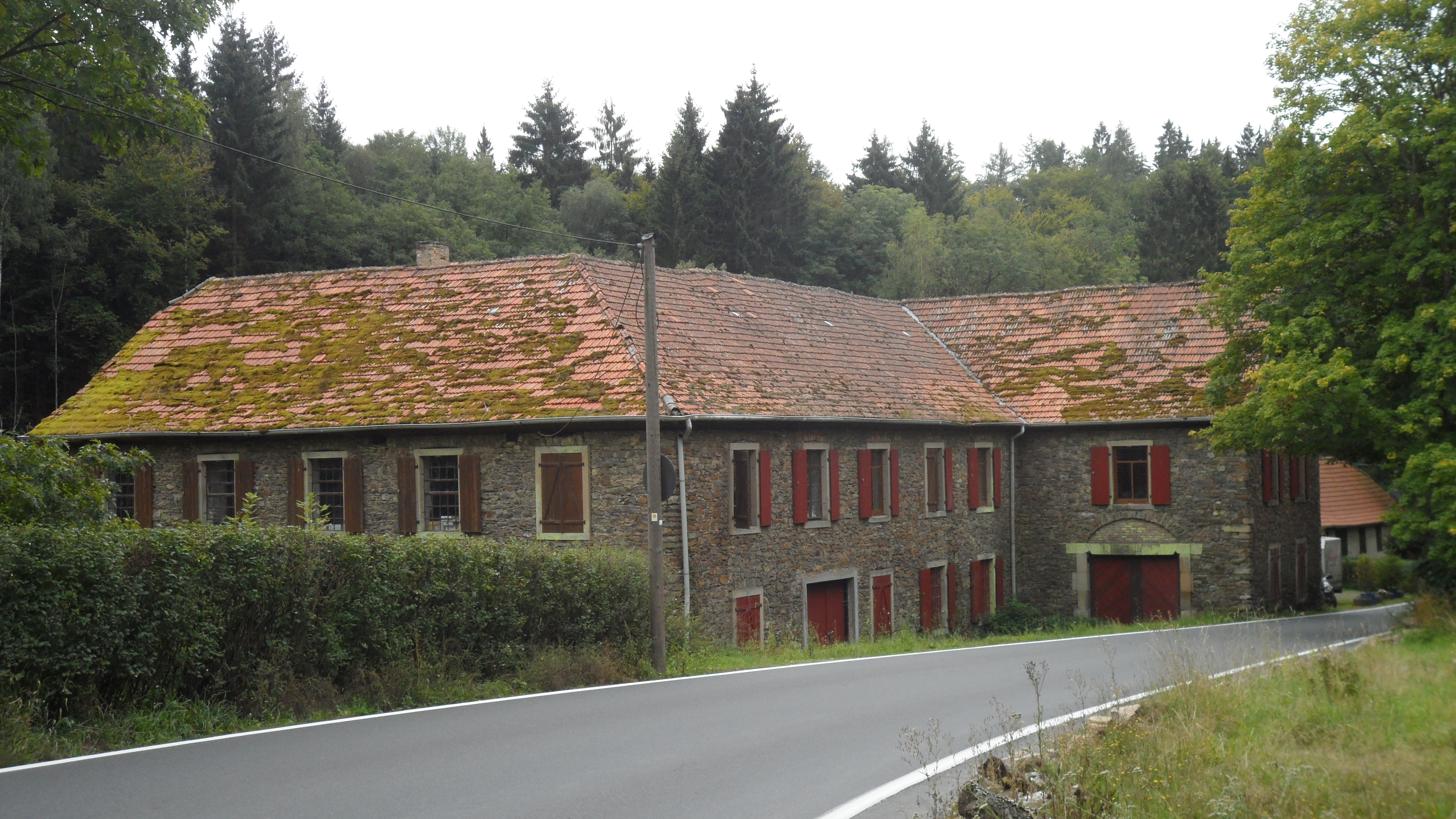
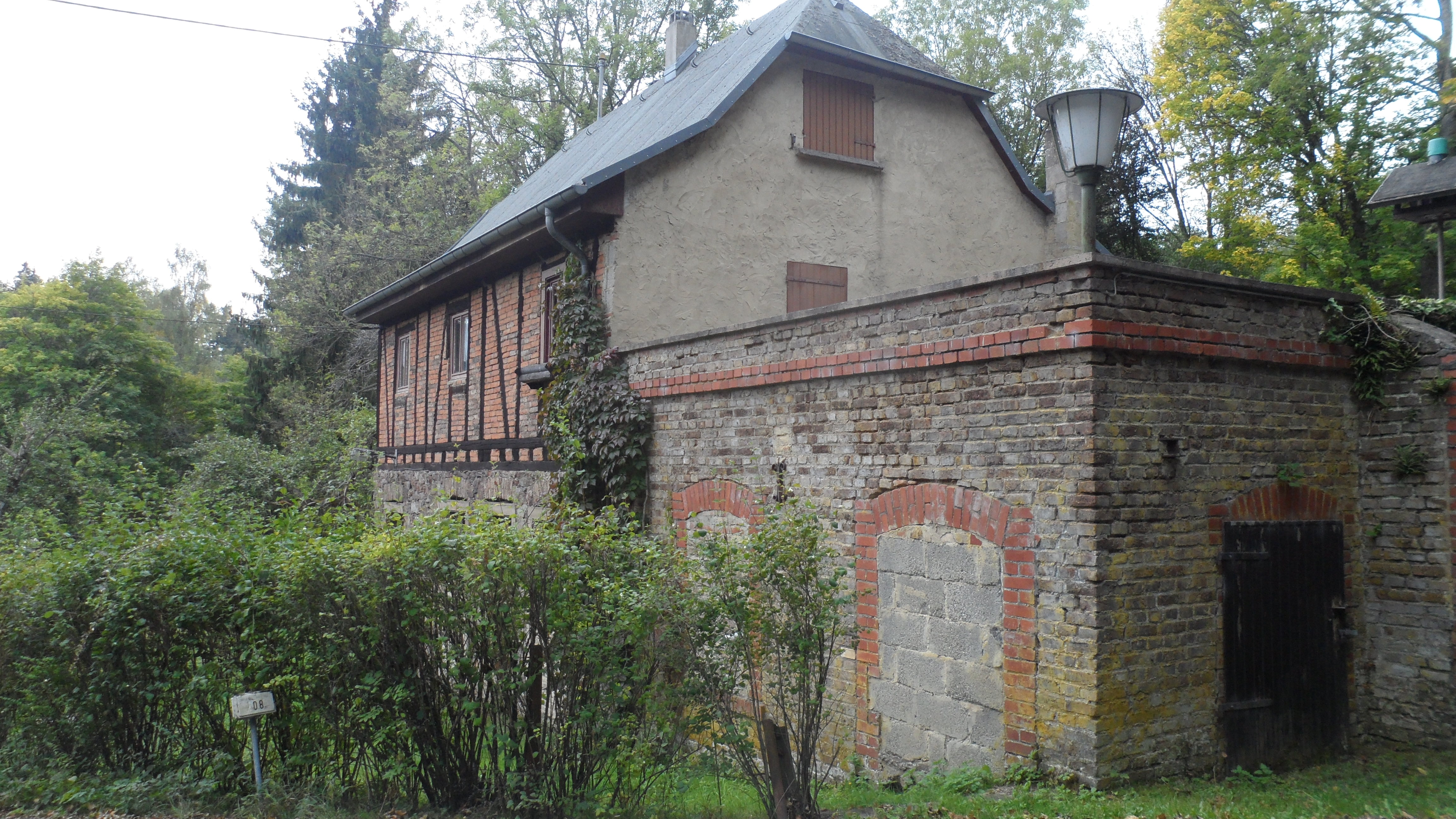
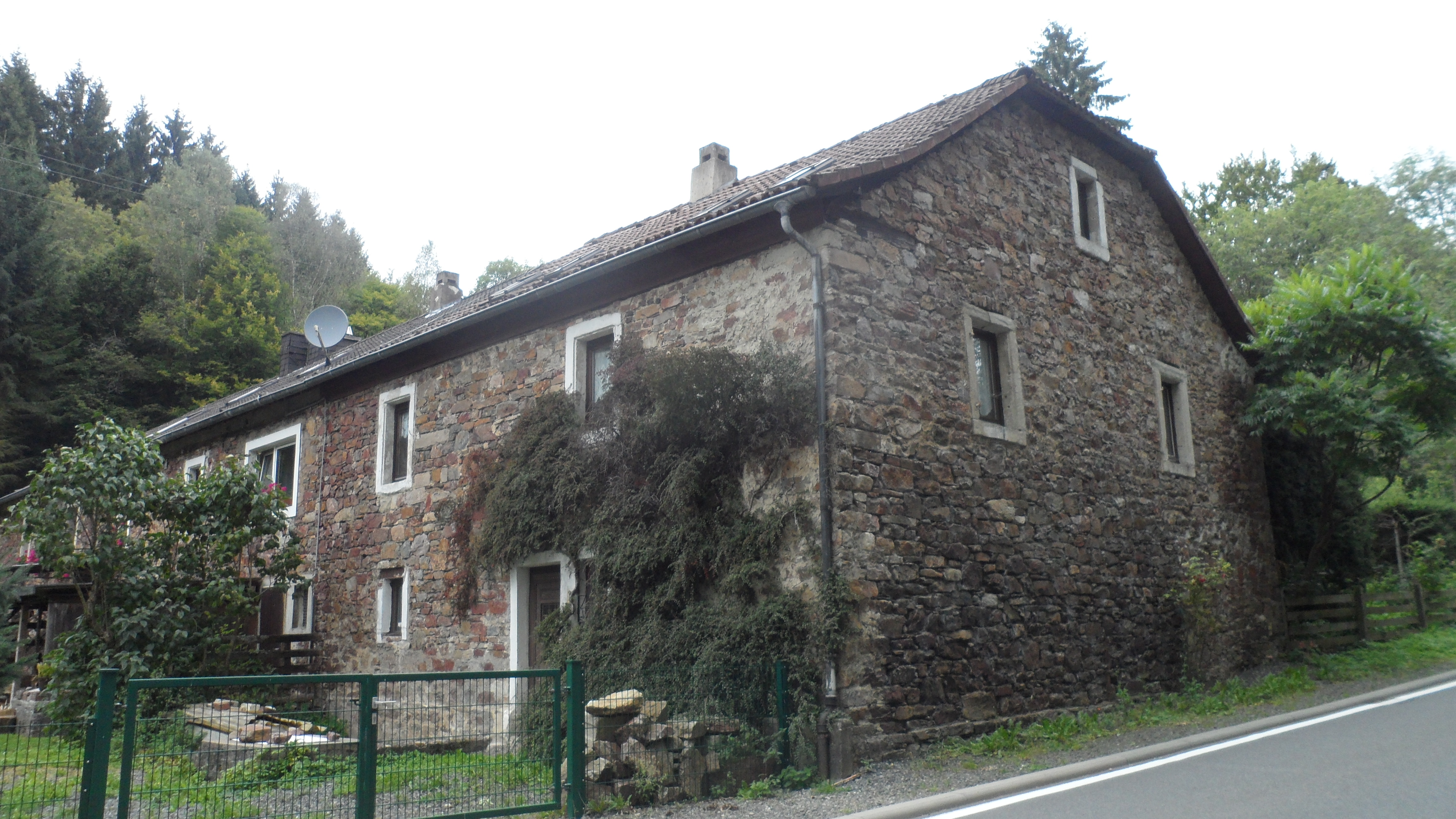

## Geschichte
Die älteste erhaltene Erwähnung von Spabrücken stammt aus dem Jahr 1170 als Spachbrukken. Es gehörte zur Herrschaft Dalberg. Zur örtlichen Kirche bestand eine Wallfahrt zu einem Gnadenbild der Madonna. Die Wallfahrt sollte im Zuge der Gegenreformation wieder belebt werden. Auch gründeten die Ortsherren von Dalberg 1681 hier eine Niederlassung des Franziskanerordens, der auch die kirchliche Versorgung der umliegenden Gemeinden wahrnahm. Das Kloster wurde 1802 im Zuge der Säkularisation wieder aufgehoben.
Bevölkerungsentwicklung
Die Entwicklung der Einwohnerzahl von Spabrücken, die Werte von 1871 bis 1987 beruhen auf Volkszählungen:
| Jahr | Einwohner |
| ---- | --------- |
| 1815 | 594       |
| 1835 | 902       |
| 1871 | 1.030     |
| 1905 | 820       |
| 1939 | 877       |
| 1950 | 979       |
| 1961 | 971       |

| Jahr | Einwohner |
| ---- | --------- |
| 1970 | 1.036     |
| 1987 | 1.078     |
| 1997 | 1.138     |
| 2005 | 1.208     |
| 2011 | 1.140     |
| 2017 | 1.130     |
| 2022 | 1.173     |

## Politik

### Bürgermeister
Ortsbürgermeister ist Johannes Thilmann. Bei der Kommunalwahl am 26. Mai 2019 wurde er mit einem Stimmenanteil von 66,42 % in seinem Amt bestätigt. Er wurde im Juni 2024 wiedergewählt.

### Wappen
| Wappen von Spabrücken | Blasonierung: „In Blau ein schwarzer Turnierkragen begleitet von drei goldenen Lilien.“ |
| Wappen von Spabrücken |                                                                                         |

## Kultur und Sehenswürdigkeiten
Die Wallfahrtskirche Mariä Himmelfahrt, Teil eines Franziskanerklosters, stammt aus dem Jahr 1359. In ihr befindet sich eine Stumm-Orgel von 1735.